# Kjellerup Idrætsforening
Kjellerup Idrætsforening er en fodboldklub hjemmehørende i Kjellerup. Klubben blev stiftet i sommeren 1907 under navnet Fodboldforeningen Skjold, men i 1930 skiftede foreningen navn til det nuværende. I 1920'erne blev klubbens program udvidet med svømning, atletik, håndbold og vintersport, men i 1946 besluttedes det at videreføre foreningen som en ren fodboldklub, og de øvrige sportsgrene blev overført til den nystiftede Kjellerup Gymnastikforening. Klubhus og hjemmebane er ved Bjergets Idrætsanlæg.
I sommeren 2011 vandt klubben Danmarksserien, og rykkede op i 2. division for første gang i klubbens historie.